# Ігнатій Стебельський
Ігнатій Стебе́льський (1748? — 1805) — український та білоруський історик церкви XVIII століття.

## Життєпис
Походив із Волині. Близько 1765 року прийняв чернецтво у Василіянському Чині. В 1770-тих обіймав посаду вікарія (намісника ігумена) василіянського монастиря у Полоцьку. 17 травня 1778 року Стебельський виступив з урочистою проповіддю у Софійському соборі з нагоди складання присяги російській імператорці Катерині II й утворення Полоцького намісництва. Урочистий захід відбувався у присутності генерал-губернатора Захара Чернишова й тамтешнього унійного архієпископа Ясона Смогожевського.
1780 року покинув Полоцьк, що унаслідок першого поділу опинився у складі Російської імперії, й перебрався до Речі Посполитої. З 1783 року замешкував при Жировицькому монастирі, а в 1785 році став виконувачем обов'язків вікарія. Завадою у справуванні стала хвороба, тому під час візитації монастиря Порфирієм Важинським Стебельський домігся звільнення. Останні його літа минули, ймовірно, при василіянському монастирі у Володимирі-Волинському.

### Літературна спадщина
Досліджував історію православної й греко-католицької Київської митрополії, ордену василіян на теренах Речі Посполитої. Писав польською мовою. Автор тритомника:
- І) Dwa wielkie światła, czyli żywoty SS. Panien у Matek Ewfrozyny у Parascewii pod ustawą S. O. Bazylego W. w Monasterze S. Spasa za Polockiem żyjących;
- II) Chronologia, albo porządne według lat zebranie znacznieyszych w Koronie Polskiey у w W. Księstwie Lit. dziejów у rewolucyi, które się tyczą starodawnego M-ru S. Spasa za Połockiem;
- III) Przydatek do Chronologiji, Вільно 1781—1783 (2-е вид. 1866—1867).

При підготовці праць Стебельський користався різноманітними джерелами й літературою, як опублікованими, так і рукописами із василіянських монастирів.
Його хронологічні таблиці, доповнені новими матеріалами, видала польська АН у Кракові за ред. В. Серединського: Ostatnie Stgo prace (Scriptores Rerum Polonicarum, IV, 1878).